# 会川府
会川府，公元8世纪南诏置都督府，治所在今四川省会理县西。
会川府辖境南至今金沙江，西接雅砻江、金沙江，东界金沙江、大凉山黄茅埂，北界前期在今四川省德昌县附近，最后期北抵大渡河。大理时改都督府为府，辖境缩小，仅相当今四川省会理、会东、米易等县。元至元十四年（1277年）改为会川路。明洪武十五年（1382年）复为府。后废。